# Wohnplatz von Meppen-Nödike

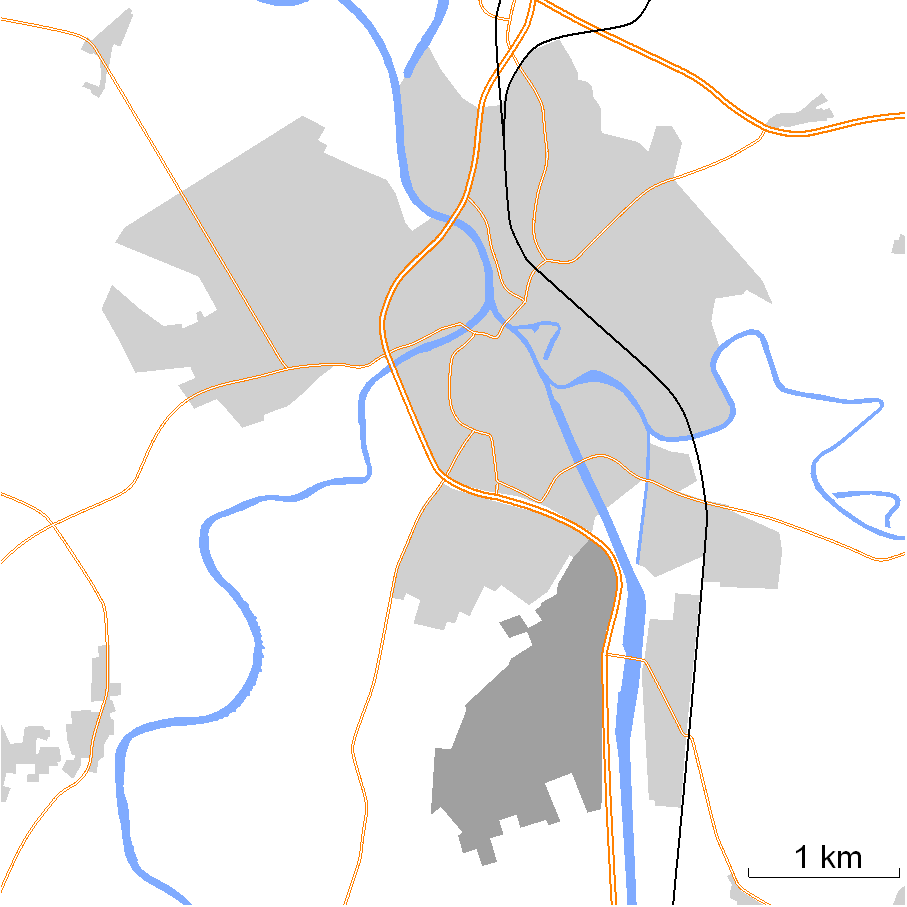
Meppen-Nödike – dunkelgrau

Der Wohnplatz von Meppen-Nödike ist nach dem geologischen Befund in die Jüngere Dryaszeit, also die späte Altsteinzeit, und damit in die Ahrensburger Kultur einzuordnen. Grundform- und Werkzeugspektrum sprechen ebenfalls dafür. Der Wohnplatz wurde 1975 beim Straßenbau im Meppener Ortsteil Nödike entdeckt.
Im Bereich einer Straßenböschung erbrachte die Fundbergung 422 Artefakte. Bei der im Jahre 1978 erfolgten Grabung wurden auf einer etwa 100 m² großen Fläche Teile eines Wohnplatzes aufgedeckt, auf dem weitere 343 Feuersteinartefakte geborgen wurden. Der in etwa 0,7 m Tiefe aufgeschlossene Fundhorizont liegt im Sand eines alten Dünengeländes und wird von einer ins Alleröd datierte Bodenbildung unterlagert. Von dem aus 765 Stücken Feuerstein bestehenden Inventar sind 2,4 % krakeliert, d. h. mit Rissbildungen versehen. Es enthält neben Abschlägen, Klingen und Trümmerstücken auch 26 Kerne, aber nur wenige Werkzeuge wie Kratzer und Stichel.
Bei der Rekonstruktion konnten 140 Artefakte (18,3 %) erstmals bei einem niedersächsischen Fundinventar wieder zu Ausgangseinheiten zusammengefügt werden. Ihre – und die Verteilung anderer Artefakte – auf der Wohnplatzfläche deuten auf Aktivitätszonen hin, durch die sich der bisher bekannte Platzausschnitt in zwei Bereiche aufteilen lässt. 1987/88 konnten abschließend weitere 320 m² untersucht werden, in denen mehr als 1000 Artefakte geborgen wurden. Die Fundstreuung umschließt eine kreisförmige, fundleere Zone von drei Metern Durchmesser. Eventuell verbirgt sich dahinter ein Zeltgrundriss.